# 대한민국 헌법 제38조
대한민국 헌법 제38조는 세금을 낼 의무를 규정하는 대한민국 헌법의 조항이다.

## 본문
모든 국민은 법률이 정하는 바에 의하여 납세의 의무를 진다.

## 내용
- 납세의 의무

## 같이 보기
- 대한민국 헌법 제2장
- 국민의 의무
- 조세